# Odette Bancilhon
| Odkryte planetoidy: 1 | Odkryte planetoidy: 1 |
| --------------------- | --------------------- |
| (1333) Cevenola       | 20 lutego 1934        |

Odette Bancilhon (ur. 22 września 1908, zm. 1998) – francuska astronom.
W latach 30. i 40. XX w. pracowała w obserwatorium w Algierze, gdzie odkryła planetoidę (1333) Cevenola. Pomiędzy rokiem 1940 a 1948 wyszła za mąż za kolegę z obserwatorium – astronoma Alfreda Schmitta – zmieniając nazwisko na Odette Schmitt-Bancilhon. Od roku 1950 w obserwatorium w Strasbourgu. W latach 1956–1958 razem z mężem w obserwatorium w Quito. W roku 1964 przeszła na emeryturę.
Nazwa planetoidy (1713) Bancilhon pochodzi od jej nazwiska.